# 名古屋平成中村座
名古屋平成中村座（なごやへいせいなかむらざ）は、2006年（平成18年）に平成中村座の一環として愛知県名古屋市中村区にある学校法人同朋学園同朋高等学校で初演された歌舞伎公演であり、その後名古屋城内二の丸広場でも開催された。
初代江戸猿若勘三郎が江戸三座の一つ「猿若座」を創設し、その後に自身の出生地である「尾州愛知郡中村（現 愛知県名古屋市中村区）」にちなみ、猿若座は中村座へ、猿若勘三郎は中村勘三郎へと改名する。以後中村勘三郎は中村座の座元（一座を主宰し芝居小屋を経営する者）の名跡として受け継がれた。1950年（昭和25年）、四代目中村もしほがそれまで長く絶えていた「中村勘三郎」の名跡を十七代目として襲名するにあたり、代々相伝する名跡と座号にちなんで屋号を新たに中村屋とした。こうした背景から、十八代目中村勘三郎がその名跡を襲名するにあたり、初代出生地といわれる中村区にある同朋高等学校を名古屋平成中村座初演の地として選定した。

## 上演記録
| 上演年月  | 演目                                                                                         | 会場                   | 備考                                                          |
| --------- | -------------------------------------------------------------------------------------------- | ---------------------- | ------------------------------------------------------------- |
| 2006年9月 | 『本朝廿四孝 十種香』 『口上』 『身替座禅』 『義経千本桜 木の実・小金吾討死・すし屋』        | 同朋高等学校体育館     | 十八代目中村勘三郎襲名披露興行 松竹大歌舞伎東・西コースの一環 |
| 2009年9月 | 『隅田川続俤 法界坊』 『傾城反魂香』 『極付幡随長兵衛』 『元禄花見踊』                       | 名古屋城内・二の丸広場 | 東海テレビ開局50周年記念事業                                  |
| 2017年6月 | 『寿曽我対面』 『封印切』 『お祭り』 『義経千本桜 川連法眼館』 『弁天娘女男白浪』 『仇ゆめ』 | 名古屋城内・二の丸広場 | 「名古屋城本丸御殿公開プレイベント」の一環                    |
| 2024年3月 | 『弁天娘女男白浪』 『身替座禅』 『義経千本桜 川連法眼館の場』 『二人藤娘』                   | 同朋高等学校体育館     | 十八世中村勘三郎十三回忌追善 東海テレビ開局65周年企画         |

## 2006年公演

### 概要
- 学校体育館で襲名披露興行を行った歌舞伎役者は、中村勘三郎が初めてである。
- それまでの平成中村座公演はすべて移動式の芝居小屋であったが、名古屋平成中村座は既存施設（同朋高等学校体育館）を歌舞伎小屋に改装して公演をおこなった。それ以後、既存の施設を利用しての平成中村座公演も行われている。
- 会場スタッフは、イベント業者に加え、多くの同校の生徒・保護者・教職員がボランティアとして関わった。
- 前売り券は発売開始1時間で完売し、当日券は発売されなかった。
- 名古屋平成中村座の花道は24.5mあり、歌舞伎史上最大級の非常に長い花道が作られた。
- この巡業では名古屋平成中村座公演の他、古くからある伝統的な芝居小屋で積極的に公演した事が特筆される。秋田の康楽館や熊本の八千代座といった例年松竹大歌舞伎が行われる小屋のほか、岐阜の黒川の東座、水害からの回復なった福岡の嘉穂劇場などに訪れた。
- 2007年7月16日から22日にかけて、ニューヨークにあるリンカーンセンターにて「平成中村座　ニューヨーク公演」が開催された。
  - ニューヨークでの中村座公演は2回目となるが、前回のテント小屋形式とは異なり、既存の施設を利用しての公演となる。
  - これが実現したのは、名古屋平成中村座において、既存の体育館を歌舞伎小屋に改装するという、歌舞伎史上初の試みが成功した賜物であるといえる。
    - このことは、2007年3月9日放送のフジテレビ系列「めざましテレビ」内芸能コーナーで勘三郎がインタビューで答えている。

### 演目
- 昼の部
  - 本朝廿四孝　十種香
  - 十八代目中村勘三郎襲名披露　口上
  - 身替座禅
- 夜の部
  - 十八代目中村勘三郎襲名披露　口上
  - 義経千本桜から
    - 「木の実」「小金吾討死」「すし屋」

### 出演俳優
- 中村勘三郎
- 中村扇雀
- 坂東弥十郎（現：坂東彌十郎）
- 中村勘太郎（現：中村勘九郎）
- 中村七之助
- 片岡市蔵
- 片岡亀蔵
- 坂東新悟
- 中村芝のぶ

ほか

### テレビ放映
- 2006年10月29日　NHK教育「芸術劇場」
  - 義経千本桜～木の実・小金吾討死・すし屋
- 2006年11月11日　NHK衛星第2「山川静夫の新・華麗なる招待席」
  - 身替座禅　口上　義経千本桜～木の実・小金吾討死・すし屋
- 2007年 1月15日　テレビ東京系列「日経スペシャル カンブリア宮殿」
  - 「破壊と創造で伝統を守れ」　ゲスト：十八代目 中村勘三郎
- 2007年 3月 9日　フジテレビ系列「金曜プレステージ」
  - 「日本中が泣いた!笑った!中村勘三郎襲名公演家族が支えた664日全記録」
- 2007年12月23日　フジテレビ系列
  - 「中村勘三郎 特別企画　伝えるべき大切なもの」

ほかに、ローカルニュースが興行前後に数本

## 2024年公演

### 概要
- 十八世中村勘三郎十三回忌追善と東海テレビ開局65周年企画として、18年振りに同朋高等学校体育館を会場に名古屋平成中村座が開催された。
- 今回は、400名を超える同校の生徒・保護者・卒業生・保護者OB/OG・教職員がボランティア(お茶子見習い)として、株式会社お茶子やの指導のもと運営に関わる。
- 生徒公募によるキャラクター「卯鸞（うさらん）」をマスコットに、オリジナルグッズの提供など、各種企画が展開された。
- また、2024年3月3日には、豊国神社参道を会場にお練りが行われ、出演俳優が3万人を超える観客の中を人力車で練り歩いた。

### 演目
- 昼の部
  - 弁天娘女男白浪
  - 身替座禅
- 夜の部
  - 義経千本桜 川連法眼館の場
  - 二人藤娘

### 出演俳優
- 中村勘九郎
- 中村七之助
- 中村虎之介
- 中村鶴松
- 喜多村緑郎
- 片岡亀蔵
- 中村扇雀

ほか

### テレビ放映
- 2024年1月14日　東海テレビ「十八世中村勘三郎十三回忌追善　帰ってきた！名古屋平成中村座　同朋高校公演」
- 2024年12月20日　フジテレビ系列「勘三郎十三回忌特別企画　中村屋ファミリー　父が遺した約束…硫黄島の軌跡」

ほか、ニュース番組などで取り上げられた。

## 初代中村勘三郎生誕記念像
初代中村勘三郎の生誕の地といわれる名古屋市中村区にある豊国神社境内に、地元ボランティア団体「中村区夢づくり実行委員会」が中心となり、初代中村勘三郎生誕記念像を2017年5月に建立した。
記念像のお披露目にあたり、同年6月に名古屋城で開催される名古屋平成中村座に出演の中村勘九郎・中村七之助が、豊国神社参道でお練りをおこなった。
記念像は台座を含め高さ2.8メートル。江戸歌舞伎発祥のいわれを描いた『猿若江戸の初櫓』にある猿若舞の躍動感あふれる一瞬をとらえたものである。

### 碑文より
| 初代中村勘三郎生誕記念像 建立の由来 豊臣秀吉公・加藤清正公の生誕地として知られる当地、名古屋中村が生んだもう一人の偉人が初代中村勘三郎である。 初代中村勘三郎は慶長三年（1598）頃から万治元年（1658）頃までを生きたとされる歌舞伎役者。京都で大蔵流狂言を学び、創作した舞踊は後に「猿若舞」と呼ばれ、当時大変な人気を集めたと伝わっている。それにちなみ、京から江戸に下ってのちは猿若勘三郎と名乗り、寛永元年（1624）頃、中橋南地（現在の日本橋付近）で「猿若座」を開設。江戸で初めての常設の芝居小屋であり、初代中村勘三郎が江戸歌舞伎の開祖といわれる由縁である。以後、明治まで幕府の認可を受けた江戸三座のうちにあり続けた。 慶安四年（1651）頃に堺町に移転。その際、中村勘三郎を名乗り、この時猿若座の名前も中村座と改めたと言われている。 この中村姓の発祥は生地中村であると中村屋一門にも公認されており、平成十八年（2006）には区内同朋高等学校で十八代目中村勘三郎の襲名披露公演も行われている。 出自には諸説あるが、「甲子夜話」（江戸後期）にも「生國尾州愛智郡中村」と記され、祖父右近の兄にあたる中村式部少輔一氏は豊臣三中老の一人であり、秀吉公が織田信長公の臣下にあるうちから仕えていたとの説もあり、当地との浅からぬ縁がうかがえる。 かかる経緯により、中村勘三郎家、中村屋一門と当地との関わりを嘉して、平成二十八年（2016）地元団体が「初代中村勘三郎生誕像を中村公園に建立する会」を結成、篤志家の協力を得てここに初代の銅像を建立し、その遺徳を顕彰する運びとなった。区民がこの銅像を仰いでは郷土の生んだ偉人と歴史文化を誇り、輝かしい未来を築かんとする礎となることを願う。 豊国神社 宮司 近藤一夫 |